# Pantherodes cornifrons
Pantherodes cornifrons är en fjärilsart som beskrevs av Dyar 1914. Pantherodes cornifrons ingår i släktet Pantherodes och familjen mätare. Inga underarter finns listade i Catalogue of Life.